# Elecciones parlamentarias de Brasil de 1990
Las elecciones parlamentarias se celebraron en Brasil el 3 de octubre de 1990, las primeras celebradas tras la aprobación de la Constitución Federal de 1988. Estas fueron las primeras realizadas bajo un gobierno democrático: el de Fernando Collor, elegido en 1989. En el año previo al inicio de su gobierno, la inflación alcanzó una cifra de 1.972,91% y debido a esto, el presidente eligió como su prioridad la lucha contra la espiral inflacionaria a través del llamado Plan Brasil Novo, popularmente llamado Plan Collor. Audaz en su concepción, el plan fue el cuarto intento del gobierno federal para combatir la hiperinflación en menos de 5 años. En vísperas de su investidura Collor hizo un pedido al gobierno de Sarney para que se decretara un feriado bancario, lo que solo incrementó la especulación sobre las medidas que se anunciarían.El gobierno de Collor anunció su plan económico: anunció el regreso del cruzeiro como una moneda para reemplazar al cruzado novo, vigente desde enero de 1989 cuando se produjo el último shock económico. El cruzeiro volvería a circular el 19 de marzo de 1990. Además, las medidas de Collor para la economía también incluyeron: reducción de la máquina administrativa con la extinción o fusión de ministerios y organismos públicos, despido de servidores públicos y congelación de precios y salarios (aunque fue en su gobierno que los jubilados rurales ganaron el derecho al salario mínimo). 
El Partido Movimiento Democrático Brasileño (PMDB) emergió como el partido más grande, ganando 108 de los 502 escaños en la Cámara de Diputados y 8 de los 31 escaños en el Senado, le siguió el Partido del Frente Liberal (PFL) con 83 escaños y continuando con su ascenso desde su fundación el Partido de los Trabajadores (PT) saco el 10% de votos y 35 escaños. Siguieron el PDT con 46 escaños, el PDS con 42 después el nuevo PSDB con 37 escaños y el partido del presidente Collor el PRN con 41 escaños y después estaba el PDT con 34 escaños. El resto de escaños se repartían entre fueras que no superaron el 5% de votos como el PDC, el PL y el PSB.

## Sistema electoral[2]
Todos los ciudadanos que tuvieran al menos 18 años de edad están calificados para votar si están registrados como electores en la circunscripción en la que residen; Quedan inhabilitados para ser registrados los dementes, presos y personas que no tengan pleno ejercicio de sus derechos políticos, así como el personal militar por debajo del grado de sargento. Los registros electorales se elaboran a nivel municipal y se revisan antes de cada elección. El voto es obligatorio, siendo la abstención sancionada con multa. Los candidatos al Congreso deben ser brasileños de nacimiento, tener pleno ejercicio de sus derechos políticos y ser miembros de uno de los partidos políticos registrados en el país, no se permiten las candidaturas de independientes. Además, los candidatos a la Cámara de Diputados deben tener al menos 21 años de edad y residir en el Estado al que se postulan, mientras que los candidatos al Senado deben tener al menos 35 años. Los casos de inelegibilidad se establecen mediante leyes complementarias. Los cargos considerados incompatibles con el mandato parlamentario incluyen una serie de altos cargos públicos y militares y ciertos puestos en corporaciones públicas o semipúblicas.
Los 502 diputados de los 23 estados del país son elegidos según un sistema de listas de partidos con escaños asignados proporcionalmente entre las listas según el método de promedio más alto. Los escaños obtenidos por cada lista se asignan posteriormente a los candidatos que hayan obtenido los votos más preferenciales emitidos por el electorado. El voto por mayoría simple se aplica a las elecciones del Senado, cada elector vota por dos candidatos (como en las elecciones de 1982) cuando se renovarán dos tercios de los escaños, y por un candidato si solo hay un tercio en juego. Los suplentes elegidos al mismo tiempo que los miembros titulares del Congreso deben ocupar los puestos que queden vacantes entre elecciones. Se lleva a cabo una elección parcial si no hay un sustituto disponible y quedan al menos 15 meses antes de que finalice el período del miembro del Congreso en cuestión.

## Resultados

### Cámara de Diputados
| Partido                   | Partido                                                 | Votos      | %      | Escaños | +/–   |
| ------------------------- | ------------------------------------------------------- | ---------- | ------ | ------- | ----- |
|                           | Partido del Movimiento Democrático Brasileño (PMDB)     | 7,798,653  | 19.25  | 109     | –151  |
|                           | Partido del Frente Liberal (PFL)                        | 5,026,474  | 12.40  | 83      | –35   |
|                           | Partido de los Trabajadores (PT)                        | 4,128,052  | 10.19  | 35      | +19   |
|                           | Partido Democrático Laborista (PDT)                     | 4,068,078  | 10.04  | 46      | +22   |
|                           | Partido Democrático Social (PDS)                        | 3,609,196  | 8.91   | 42      | +9    |
|                           | Partido de la Social Democracia Brasileña (PSDB)        | 3,515,809  | 8.68   | 37      | Nuevo |
|                           | Partido de la Reconstrucción Nacional (PRN)             | 3,357,091  | 8.29   | 41      | Nuevo |
|                           | Partido Laborista Brasileño (PTB)                       | 2,277,882  | 5.62   | 34      | +17   |
|                           | Partido Liberal (PL)                                    | 1,721,929  | 4.25   | 15      | +9    |
|                           | Partido Demócrata Cristiano (PDC)                       | 1,205,506  | 2.98   | 22      | +17   |
|                           | Partido Socialista Brasileño (PSB)                      | 756,034    | 1.87   | 11      | +10   |
|                           | Partido Renovador Laborista (PRT)                       | 426,848    | 1.05   | 2       | Nuevo |
|                           | Partido Comunista Brasileño (PCB)                       | 388,654    | 0.96   | 3       | 0     |
|                           | Partido Social Laborista (PST)                          | 373,986    | 0.96   | 2       | Nuevo |
|                           | Partido Comunista de Brasil (PCdoB)                     | 352,049    | 0.87   | 5       | +2    |
|                           | Partido Social Cristiano (PSC)                          | 342,079    | 0.84   | 5       | +4    |
|                           | Partido de la Movilización Nacional (PMN)               | 249,606    | 0.62   | 1       | +1    |
|                           | Partido de las Reformas Sociales (PRS)                  | 243,231    | 0.60   | 4       | Nuevo |
|                           | Partido Social Democrático (PSD)                        | 215,226    | 0.53   | 0       | Nuevo |
|                           | Partido Republicano Progresista (PRP)                   | 94,069     | 0.23   | 0       | Nuevo |
|                           | Partido Laborista de Brasil (PTdoB)                     | 78,358     | 0.19   | 0       | Nuevo |
|                           | Partido de la Reconstrucción del Orden Nacional (PRONA) | 12,464     | 0.03   | 0       | Nuevo |
|                           | Otros Partidos                                          | 257.585    | 0.64   | 0       | 0     |
|                           |                                                         |            |        |         |       |
| Votos válidos             | Votos válidos                                           | 40.498.769 |        |         |       |
| Votos nulos/en blanco     | Votos nulos/en blanco                                   | 31,442,144 | –      |         |       |
| Total                     | Total                                                   | 71,940,913 | 100.00 | 502     | +15   |
| registrados/participación | registrados/participación                               | 83,820,558 | 85.83  | -4,81   | -4,81 |
| Fuente: Nohlen            |                                                         |            |        |         |       |

### Senado
| Fiesta                                       | Votos | % | Asientos |
| -------------------------------------------- | ----- | - | -------- |
| Partido del Movimiento Democrático Brasileño |       |   | 8        |
| Partido del Frente Liberal                   |       |   | 8        |
| Partido Laborista Brasileño                  |       |   | 4        |
| Partido de Reconstrucción Nacional           |       |   | 2        |
| Partido Demócrata Cristiano                  |       |   | 2        |
| Partido Socialdemócrata                      |       |   | 2        |
| Partido de los Trabajadores                  |       |   | 1        |
| Partido Democrático Laborista                |       |   | 1        |
| Partido de la Social Democracia Brasileña    |       |   | 1        |
| Partido Liberal                              |       |   | 1        |
| Partido Social Laborista                     |       |   | 1        |
| Independientes                               |       |   | 1        |
| Votos inválidos/en blanco                    |       | - | -        |
| Total                                        |       |   | 31       |
| Votantes registrados/participación           |       |   | -        |
| Fuente: Nohlen                               |       |   |          |